# Barningham, Suffolk
Barningham är en ort och civil parish i distriktet West Suffolk i Suffolk i England. Orten har 928 invånare (2001). Den har en kyrka.